# Pic d'Escobes
Le pic d'Escobes est un sommet sur la frontière entre l'Andorre et la France culminant à 2 779 ou 2 780 mètres d'altitude entre la paroisse de Canillo et la commune de L'Hospitalet-près-l'Andorre dans le département de l'Ariège.

## Toponymie
- Pic a le même sens en catalan qu'en français et désigne un sommet pointu[3] par opposition aux tossa et bony fréquemment retrouvés dans la toponymie andorrane et qui correspondent à des sommets plus « arrondis »[4]. Pic est un terme d'origine latine[4].
- Escobes provient de escoba qui signifie « genêt »[5]. Ce terme est issu du vieux catalan escob provenant lui-même du latin scopa (« balai »)[5],[6]. Le pic d'Escobes est donc le « pic des genêts ».

## Géographie

### Topographie
Le pic d'Escobes culmine à une altitude de 2 779 ou 2 780 m et marque la frontière entre l'Andorre et la France,. 
Au nord-ouest, le pic domine les estanys de Juclà situés au fond de la vallée d'Incles (paroisse de Canillo en Andorre). Au sud-est, il surplombe le cirque du Sisca incluant les étangs d'Escobes et de Moulsude (commune de L'Hospitalet-près-l'Andorre dans le département de l'Ariège en France,).
Sa hauteur de culminance est de 232 m calculée par rapport à la portella del Siscaró (et le pic de la Cabaneta).

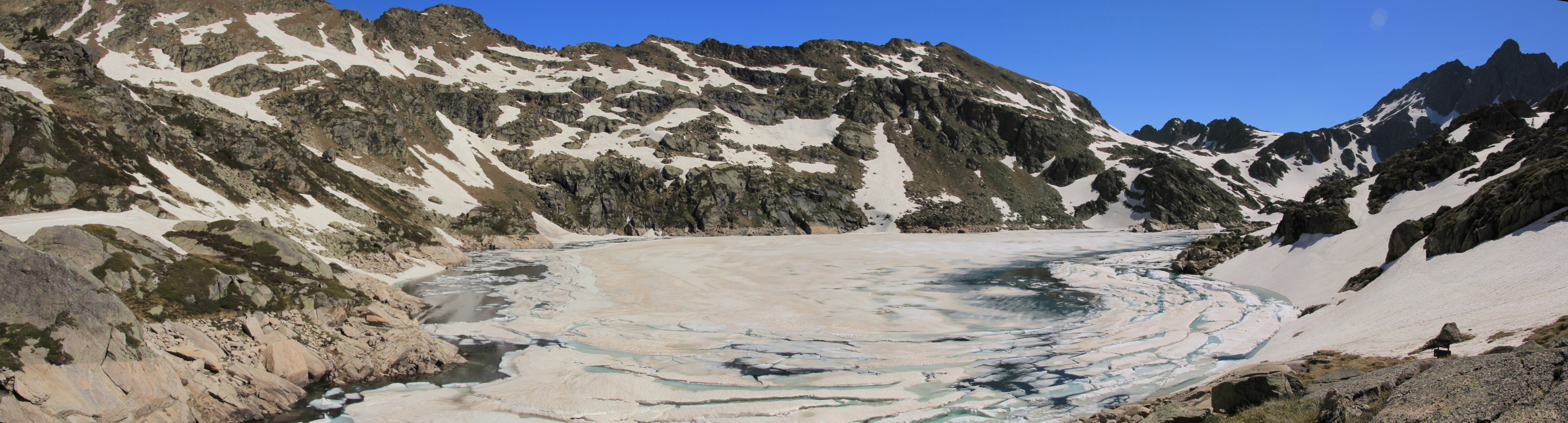
Le pic d'Escobes (à droite de l'image) dominant les estanys de Juclà.

### Géologie
Comme tout l'extrême nord-est andorran, le pic d'Escobes se trouve sur le massif d'Aston-Hospitalet, un dôme anticlinal s'étendant vers l'est sur une longueur d'environ 25 km dans le département de l'Ariège,. Celui-ci s'est formé par plissement au cours du Stéphanien dans le cadre de la phase tardi-hercynienne de l'orogenèse varisque.
Ce massif est principalement constitué d'orthogneiss (gneiss formé par métamorphisme du granite),. On considère aujourd'hui que ce granite s'est formé au cours de phénomènes plutoniques intrusifs pendant l'Ordovicien comme soutenu par les datations à l'uranium-plomb. Ces résultats ont permis de rejeter l'hypothèse préexistante d'un socle granitique précambrien,.
Les glaciations quaternaires ont modelé le relief du pic donnant naissance au cirque du Sisca au sud-est et au cirque en demi-bol abritant l'estany Segon de Juclà au nord-ouest,. La ligne de crête prolongeant le pic d'Escobes (vers le pic de Noe et le cylindre d'Escobes) est une arête d'origine glaciaire,.
| \| Pic d'Escobes \| |                                                                                        |
| Position du pic d'Escobes sur la carte géologique de l'Andorre. Le massif Aston-Hospitalet apparaît en rouge dans le Nord-Est du pays. | Carte géologique de la zone axiale des Pyrénées incluant le massif d'Aston-Hospitalet. |
| Pic d'Escobes |                                                                                        |

### Climat
| Mois                              | jan.  | fév. | mars | avril | mai   | juin  | jui. | août  | sep.  | oct.  | nov.  | déc.  | année   |
| --------------------------------- | ----- | ---- | ---- | ----- | ----- | ----- | ---- | ----- | ----- | ----- | ----- | ----- | ------- |
| Température minimale moyenne (°C) | −5,4  | −6,2 | −4,9 | −3,6  | −0,2  | 2,9   | 5,3  | 5,3   | 3,2   | 1     | −2,5  | −4,3  | −0,6    |
| Température moyenne (°C)          | −1,9  | −2,7 | −1   | −0,5  | 3,2   | 6,9   | 10,2 | 10,1  | 7,2   | 4,1   | −0,8  | −0,7  | 3       |
| Température maximale moyenne (°C) | 1,8   | 1,2  | 3,2  | 3,1   | 6,8   | 11,1  | 15,1 | 15,7  | 12,6  | 8,6   | 5     | 3     | 7,3     |
| Précipitations (mm)               | 104,3 | 59,4 | 77   | 125,4 | 138,4 | 121,5 | 93,8 | 101,7 | 104,3 | 115,3 | 140,8 | 111,7 | 1 293,4 |

### Faune et flore
Les pentes du pics sont essentiellement rocheuses et peu végétalisées en dehors de quelques pelouses acidophiles éparses (plantes du genre Carex et notamment Carex curvula).

## Voies d'accès
Le pic d'Escobes est accessible depuis le refuge de Juclà après une marche d'environ 2 heures pour un dénivelé positif de près de 500 m. Le sentier longe les estanys de Juclà avant d'atteindre le col de l'Albe. La difficulté technique augmente à partir de ce point puisque le sentier chemine vers le sud sur une arête glaciaire instable qui permet d'aborder le pic de Noe et enfin le pic d'Escobes.

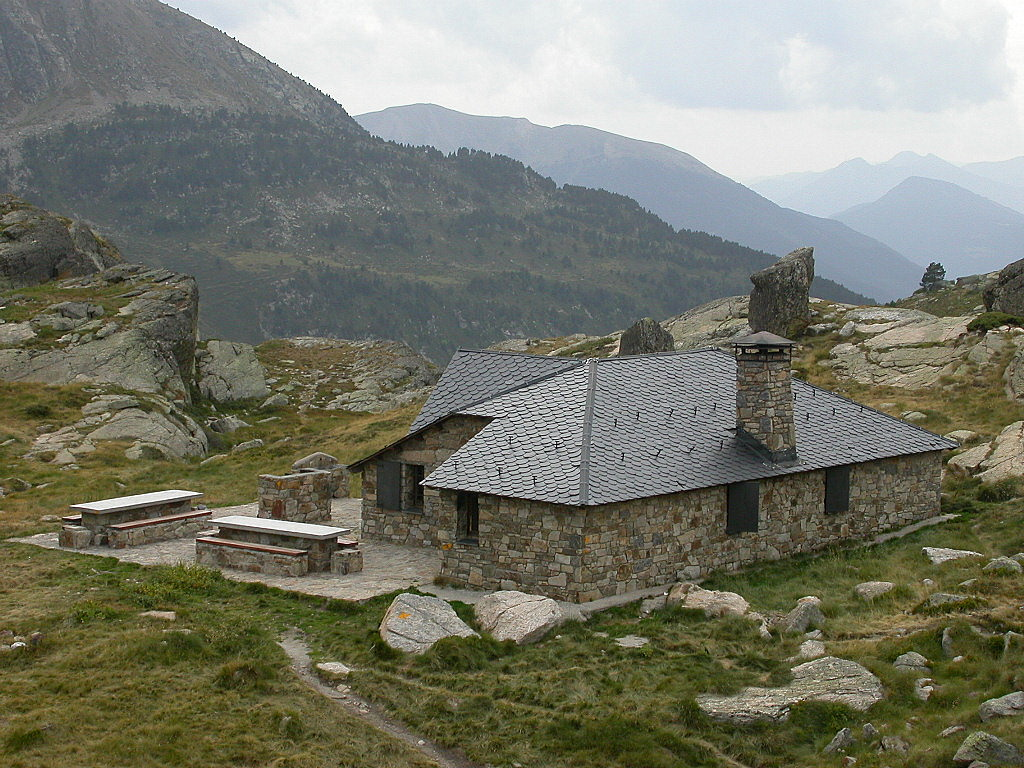
Refuge de Juclà.
Carte des refuges et principaux chemins de randonnée en Andorre incluant le refuge de Juclà.